# Bonobo (músico)
Simon Green (30 de março de 1976) é um músico, produtor e DJ britânico, conhecido pelo seu nome artístico Bonobo.
Green começou sua carreira com apresentações solo como DJ, com o nome de Barakas, e juntamente com Robert Luis da gravadora independente Tru Thoughts como grupo Nairobi e Barakas.

## História
A primeira obra de Bonobo foi lançada em outubro de 1999, com a música "Terrapin" na compilação When Shapes Join Together da gravadora independente Tru Thoughts No ano de 2001, Bonobo lançou seu primeiro álbum para a Tru Thoughts "Animal Magic". Com este album, completamente produzido e composto por ele mesmo, Bonobo se tornou um dos novos "Pioneiros do estilo downtempo"  e sua música caracterizada por batidas eletrônicas relaxantes inspirou diversos artistas e gravadoras de todo o mundo.
No ano de 2001, Bonobo entrou para a gravadora independente Ninja Tune e em 2003, depois de produzir um álbum de remixes para a Tru Thoughts, Bonobo lança o álbum Dial 'M' For Monkey. Em 2005, Bonobo contribuiu na produção de um álbum da série de discos Solid Steel da Ninja Tune, através do seu álbum de remixes Bonobo Presents Solid Steel: "It Came From The Sea", formado basicamente por diversos remixes, re-edições e músicas exclusivas. A álbum, com lançamento programado para 10 de outubro de 2005, acabou sendo lançado uma semana antes pela própria Ninja Tune.
Seu terceiro álbum, intitulado Days to Come, foi lançado dia 2 de outubro de 2006. O primeiro single do álbum foi a faixa "Nightlite", apresentando os vocais da artista indiana Bajka Pluwatsch, mais conhecida como Bajka. Devido ao grande sucesso do álbum, suas músicas apareceram em um grande número de páginas e itens relacionados à midia. Days To Come foi eleito como o Melhor Álbum do ano pelos ouvintes do DJ e locutor de rádios Gilles Peterson.
A música "The Keeper" com os vocais de Andreya Triana foi lançada em setembro de 2009, como o primeiro single para o seu quarto álbum Black Sands, lançado em março de 2010. O álbum 'Black Sands' teve uma ótima repercussão em todo o mundo, inclusive no Brasil, chamando a atenção de diversos DJs e produtores musicais, de programas de TV e filmes, que rapidamente perceberam a característica musical das obras de Simon, que logo se tornaram trilha sonora de jogos de videogame como "SSX On Tour", programas de TV nacionais como "Oscar Freire 279" da Multishow e até mesmo do famoso programa "Fantástico" da Rede Globo.
Em fevereiro de 2012, o álbum 'Black Sands Remixed' foi lançado pela Ninja Tune, apresentando músicas do 'Black Sands' original remixadas por diversos produtores de música eletrônica, como Machinedrum, Lapalux, Floating Points e Mark Pritchard.

## Estilo
Bonobo utiliza em suas músicas uma grande variedade de samples combinados com complexas e agressivas trilhas de sons graves, com baixos e percussões. Sua música geralmente se desenvolve de forma linear, com a utilização de elementos eletrônicos graves modernos graciosamente combinados com trilhas que caracterizam sua música com a utilização de instrumentos clássicos utilizados em obras de cultura erudita. No álbum Days to Come, Bonobo mistura este característico plano de fundo musical com  os limpos e distintivos vocais de Bajka, que oferece uma bela harmonia para a criação de um som multifacetado.
Embora Bonobo sempre aparecesse em apresentações solo e em shows de DJ, no ano de 2004, Bonobo optou por seguir uma crescente tendência entre produtores de música eletrônica de tocar com uma banda completa.  A banda toca versões do material produzido em estúdio pelo músico, com um cantor, um tecladista, um guitarrista, um saxofonista, uma seção de instrumentos de corda, instrumentos eletrônicos e tambor. Simon Green toca um contrabaixo elétrico e lidera a banda nos palcos.

## Discografia

Concerto do Bonobo no Club Babylon em Istanbul (Fev. de 2008)

### Álbuns
- Animal Magic (Tru Thoughts - TRU007 / Ninja Tune - ZEN63, 11 de novembro de 2001)
- Dial 'M' for Monkey (Ninja Tune - ZEN80, 9 de junho de 2003)
- Days to Come (Ninja Tune - ZEN119, 2 de outubro de 2006)
- Black Sands (Ninja Tune - ZEN140, 29 de março de 2010)
- Black Sands Remixed (Ninja Tune - ZEN178, 13 de fevereiro de 2012)+
- The North Borders (Ninja Tune - ZEN195, 21 de março de 2013)
- Migration (Bandcamp - ZENCD236, 11 de janeiro de 2017)
- Fragments (2022)

### Outros lançamentos / EPs
- Scuba EP (Fly Casual - FCSL001, 11 de junho de 2000)
- Terrapin EP (Tru Thoughts - TRU004, 11 de junho de 2000)
- Silver EP (Tru Thoughts - TRU008, 26 de junho de 2000)
- The Shark EP (Tru Thoughts - TRU013, 18 de junho de 2000)
- One Offs, Remixes & B-sides (Tru Thoughts - TRU031, 7 de janeiro de 2002)
- Kota EP (Tru Thoughts - TRU020, 26 de novembro de 2002)
- Pick Up EP (Ninja Tune - ZEN10137, 21 de abril de 2003)
- Flutter EP (Ninja Tune - ZEN12147, 13 de outubro de 2003)
- Live Sessions EP (Ninja Tune - ZENCDS170, 31 de maio de 2005)
- Bonobo Presents Solid Steel: It Came From The Sea (Ninja Tune, 3 de outubro de 2005)
- "Nightlite / If You Stayed Over" (Ninja Tune - ZEN7189, 14 de agosto 2006)
- "Nightlite" (Zero dB Reconstruction/Bonobo Remixes) (Ninja Tune - ZEN12189, 4 de dezembro de 2006)
- One Offs... Remixes & B-Sides (Ninja Tune - ZEN10223, 23 de março de 2009)
- The Keeper (feat. Andreya Triana) EP (Ninja Tune - ZEN247, 19 de outubro de 2009)

### DVD
- Live at Koko (Ninja Tune - ZENDV119, 23 de março de 2009)